# Theo Bergvall
Theo Andreas Bergvall, född 21 september 2004 är en svensk fotbollsspelare (försvarare) som spelar i Allsvenskan för Djurgårdens IF.

## Klubblagskarriär
Theo Bergvall började som sexåring spela fotboll i IF Brommapojkarna efter att familjen flyttat från Täby till Bromma.
Efter att ha tagit sig igenom föreningens ungdomslag fick Bergvall debutera i Superettan som 17-åring, via ett inhopp i 0-2-förlusten mot Halmstads BK den 23 maj 2022. Bara några veckor därefter skrev han på sitt första A-lagskontrakt med IF Brommapojkarna. Under sommaren etablerade sig Bergvall på allvar i A-laget och han kom att starta åtta matcher när IF Brommapojkarna som nykomlingar vann Superettan.
Bergvall kom dock inte att följa med IF Brommapojkarna upp till Allsvenskan. I december 2022 valde han tillsammans med lillebrorsan Lucas Bergvall och klubbkompisen Wilmer Odefalk att skriva på för Djurgårdens IF, den klubb som brödernas mamma spelade för som ung. Theo Bergvall signerade ett fyraårskontrakt med sin nya klubb.
Debutsäsongen i Djurgårdens IF blev dock ingen dans på rosor, då Bergvall hade stora svårigheter att ta plats i matchtruppen. Det kom att dröja till den 23 augusti 2023 innan Bergvall fick tävlingsdebutera för klubben, då han stod för ett inhopp i 5-1-segern mot Sandvikens IF i Svenska Cupen. Bara dagar senare kom också den allsvenska debuten då Bergvall byttes in i slutminuterna av 4-1-segern mot Degerfors IF den 27 augusti 2023.
Efter skadebekymmer och hård konkurrens lånades han den 24 augusti 2024 tillbaka till Brommapojkarna för resten av säsongen.

## Landslagskarriär
Theo Bergvall har representerat Sveriges U19-landslag.
Efter att ha slagit sig in i IF Brommapojkarna fick han debutera för P18-landslaget i 2-1-segern mot Island den 24 september 2022. Senare samma höst fanns Bergvall även med i truppen som kvalade till U19-EM 2023 och fick speltid i en av tre matcher när Sverige tog sig vidare från den första kvalrundan. Till den avslutande kvalrundan, där Sverige misslyckades med att nå U19-EM, lämnades Bergvall utanför truppen.

## Personligt
Theo Bergvall är storebror till fotbollsspelaren Lucas Bergvall, som han spelat ihop med i IF Brommapojkarna och Djurgårdens IF. Bröderna gjorde flytten klubbarna emellan samtidigt. De har även en yngre bror, Rasmus Bergvall, som spelar i Brommapojkarnas U17-lag.

## Meriter
IF Brommapojkarna
- Superettan (1): 2022

## Statistik

### Klubblag
| Klubb                               | Säsong             | Liga               | Liga    | Liga | Liga   | Nationell cup | Nationell cup | Nationell cup | Internationell cup | Internationell cup | Internationell cup | Totalt  | Totalt | Totalt |
| Klubb                               | Säsong             | Division           | Matcher | Mål  | Assist | Matcher       | Mål           | Assist        | Matcher            | Mål                | Assist             | Matcher | Mål    | Assist |
| ----------------------------------- | ------------------ | ------------------ | ------- | ---- | ------ | ------------- | ------------- | ------------- | ------------------ | ------------------ | ------------------ | ------- | ------ | ------ |
| IF Brommapojkarna                   | 2022               | Superettan         | 16      | 1    | 1      | 1             | 0             | 0             | —                  | —                  | —                  | 17      | 1      | 1      |
| IF Brommapojkarna                   | Totalt             | Totalt             | 16      | 1    | 1      | 1             | 0             | 0             | —                  | —                  | —                  | 17      | 1      | 1      |
| Djurgårdens IF                      | 2023               | Allsvenskan        | 2       | 0    | 0      | 1             | 0             | 0             | 0                  | 0                  | 0                  | 3       | 0      | 0      |
| Djurgårdens IF                      | 2024               | Allsvenskan        | 2       | 0    | 0      | 1             | 0             | 0             | 0                  | 0                  | 0                  | 3       | 0      | 0      |
| Djurgårdens IF                      | Totalt             | Totalt             | 4       | 0    | 0      | 2             | 0             | 0             | 0                  | 0                  | 0                  | 6       | 0      | 0      |
| IF Brommapojkarna (lån)             | 2024               | Allsvenskan        | 8       | 1    | 0      | 0             | 0             | 0             | —                  | —                  | —                  | 8       | 1      | 0      |
| IF Brommapojkarna (lån)             | Totalt             | Totalt             | 8       | 1    | 0      | 0             | 0             | 0             | —                  | —                  | —                  | 8       | 1      | 0      |
| Totalt i karriären                  | Totalt i karriären | Totalt i karriären | 28      | 2    | 1      | 3             | 0             | 0             | 0                  | 0                  | 0                  | 31      | 2      | 1      |
| Senast uppdaterad 17 november 2024. |                    |                    |         |      |        |               |               |               |                    |                    |                    |         |        |        |

### Landslag
| Landslag                           | År     | Totalt  | Totalt | Totalt |
| Landslag                           | År     | Matcher | Mål    | Assist |
| ---------------------------------- | ------ | ------- | ------ | ------ |
| Sverige U19                        | 2022   | 3       | 0      | 0      |
| Totalt                             | Totalt | 3       | 0      | 0      |
| Senast uppdaterad 24 augusti 2024. |        |         |        |        |